# Мурахівкові мухи
Мурахівкові мухи, сепсиди (Sepsidae) — родина коротковусих двокрилих комах.

## Поширення
Поширення всесвітня, але найбільше видове різноманіття — в Афротропічній області. Ряд видів — космополіти, ймовірно, розвезені людиною.

## Опис
Дрібні мухи (2-6 мм) характерного вигляду, подібні до мурах. Тіло темного забарвлення, іноді з металевим блиском, звужене в основі черевця. Крила зазвичай з темною плямою біля вершини.

## Спосіб життя
Вони часто досить численні на екскрементах тварин і людини, на інших гнилих субстратах, іноді трапляються на квітах. Мухи, рухаючись по субстрату, характерно вібрують крилами. Деякі види пов'язані з мурахами. Личинки розвиваються в різних об'єктах, що розкладаються: трупах, гною, водоростях по берегах морів, в гнилих грибах, дехто — в гніздах суспільних перетинчастокрилих, наприклад Themira lucida. Вони — невід'ємний компонент в комплексі організмів, що розкладають гній, трупи тощо. Багато видів зустрічаються близько скотарень і в інших синантропних умовах.

## Роди
Родина містить 318 видів.
Перелік родів:
- Adriapontia Ozerov, 1996
- Afromeroplius Ozerov, 1996
- Afronemopoda Ozerov, 2004
- Afrosepsis Ozerov,2006
- Archisepsis Silva, 1993
- Australosepsis Malloch, 1925
- Brachythoracosepsis Ozerov, 1996
- Decachaetophora Duda, 1926
- Diploosmeteriosepsis Ozerov, 1996
- Dicranosepsis Duda, 1926
- Dudamira Ozerov, 1996
- Idiosepsis Ozerov, 1990
- Lasionemopoda Duda, 1926
- Lasiosepsis Duda, 1926
- Lateosepsis Ozerov, 2004
- Leptomerosepsis Duda, 1926
- Meropliosepsis Duda, 1926
- Meroplius Rondani, 1874
- Microsepsis Silva, 1993
- Mucha Ozerov, 1992
- Nemopoda Robineau-Desvoidy, 1830
- Ortalischema Frey, 1925
- Orygma Meigen, 1830
- Palaeosepsioides Ozerov, 1992
- Palaeosepsis Duda, 1926
- Parapalaeosepsis Duda, 1926
- Paratoxopoda Duda, 1926
- Perochaeta Duda, 1926
- Pseudonemopoda Duda, 1926
- Pseudopalaeosepsis Ozerov, 1992
- Saltella Robineau-Desvoidy, 1830
- Sepsis Fallén, 1810
- Susanomira Pont, 1987
- Themira Robineau-Desvoidy, 1830
- Toxopoda Macquart, 1851
- Xenosepsis Malloch, 1925
- Zuskamira Pont, 1987